# Лукув (гмина)
Лукув (пол. Łuków) — сельская гмина (волость) в Польше, входит как административная единица в Лукувский повет, Люблинское воеводство. Население — 17 023 человека (на 2004 год).

## Сельские округа
1. Александрув
2. Бярды
3. Черсль
4. Домбе
5. Дминин
6. Голашин
7. Голомбки
8. Грензувка
9. Ядвисин
10. Езоры
11. Карвач
12. Климки
13. Ковнатки
14. Крынка
15. Лавки
16. Лазы
17. Мальцанув
18. Подгай
19. Роле
20. Рыжки
21. Жимы-Ляс
22. Жимы-Жимки
23. Сенчашка-Друга
24. Сенчашка-Первша
25. Стшижев
26. Сухоцин
27. Сулее
28. Щыглы-Дольне
29. Щыглы-Гурне
30. Свидры
31. Туже-Роги
32. Ваграм
33. Вулька-Свёнткова
34. Залесе
35. Зажеч-Луковски
36. Жджары
37. Грензувка-Колёня
38. Нова-Грензувка
39. Сенчашка-Тшеча

## Соседние гмины
1. Гмина Доманице
2. Гмина Конколевница-Всходня
3. Лукув
4. Гмина Станин
5. Гмина Сточек-Луковски
6. Гмина Тшебешув
7. Гмина Улян-Маёрат
8. Гмина Виснев
9. Гмина Войцешкув
10. Гмина Збучин